# Francesco Allegrini da Gubbio
Pour les articles homonymes, voir Famille Allegrini et Allegrini.
Francesco Allegrini da Gubbio (appelé aussi Francesco da Gubbio ; né à Gubbio en Ombrie en 1587 et mort à Rome en 1663) est un peintre italien baroque du XVIIe siècle.

## Biographie
Son père, Flamminio Allegrini da Cantiano était aussi un peintre. Élève de Giuseppe Cesari (Cavaliere D'Arpino) et membre de l'Accademia di San Luca, il excelle dans la peinture de fresques historiques et religieuses. Ses enfants Flaminio et Anna Angelica ont été ses élèves.

## Œuvres
- Décoration du palazzo Durazzo à Gênes.
- ... du palazzo Pamphili à Rome (1650 env).
- ... du Casino de Porta S. Pancrazio
- ... des églises des Saints  Cosma et Damiano (fresques de l'histoire de Saint Alexandre)
- ... de San Pietro in Montorio et de S. Maria dell´Umiltà (Saint Michel chassant les anges rebelles).
- Fresques de la coupole du sacrement du Dôme de Gubbio.
- Fresques du Paradis église de la Madonna dei Bianchi à Gubbio.
- Fresques de deux chapelles de la cathédrale de Savone dont celle de la famille Gavotti
- Trois retables de l'autel de l'église des Capucins  à Savone.
- Les loges du Vatican (avec son fils Flaminio).
- Femme allongée, dessin, musée des beaux-arts, Rennes.
- Le Couronnement d'épines, dessin,  musée des beaux-arts, Rennes.
- Le Retour de l'enfant prodigue, dessin, musée des beaux-arts, Rennes.
- Paysage, dessin, musée des beaux-arts, Rennes.
- Énée et la Sibylle sur la barque de Charon vers 1650.

## Sources
- (en) James R. Hobbes, Picture collector's manual adapted to the professional man, and the amateur, T&W Boone, 29 Bond Street; Digitized by Googlebooks, 1849 (lire en ligne), page 4